# Битва при Златице
Битва при Златице — сражение, состоявшееся 12 декабря 1443 года между Османской империей и венгро-польско-сербским альянсом. Битва состоялась на перевале Златица недалеко от города Златица в Балканских горах (современная Болгария). Выход короля Польши из альянса и суровая зима вынудили Яноша Хуньяди в феврале 1444 года вернуться домой.

## Предыстория
В 1440 году Янош Хуньяди стал доверенным советником короля Польши Владислава III. Хуньяди был награжден постом коменданта крепости Белград и был поставлен во главе военных операций против османов. Владислав также признал заслуги Хуньяди, предоставив ему поместья в Восточной Венгрии. Хуньяди в скором времени продемонстрировал необычайную способность обустраивать оборонительные рубежи с ограниченными ресурсами. Он победил в Семендрии бейлербея Исхака в 1441 году, недалеко от Надьсебена в Трансильвании уничтожил османскую армию и восстановил венгерский сюзеренитет над Валахией. В июле 1442 года у Железных врат Хуньяди разбил османскую армию из 80 000 человек во главе с Шехаббедином. Эти победы сделали Хуньяди важнейшим врагом османов и стали известны во всем христианском мире. Высокая репутация помогла Хуньяди в 1443 году привлечь к новой экспедиции, в рамках которой состоялась битва при Нише. В течение этой кампании Хуньяди сопровождал кардинал и дипломат Джулиано Чезарини. Далее союзная христианская армия выступила в крестовый поход на Варну.

## Осада
Двигаясь к Златице, христианские войска не встретили сопротивления, не считая городских гарнизонов по пути к Адрианополю. Лишь в Златице они встретили сильные и хорошо расположенные рубежи обороны османской армии. Сильные морозы благоприятствовали обороняющимся. Османскими силами командовал Касим-паша. Крестоносцы намеревались продолжить свое продвижение к Адрианополю через леса у Средна-Горы. Когда они достигли Златицы, они не смогли продолжить продвижение, потому что перевал был заблокирован очень сильной османской армией. Погода также была очень холодной, переброска подкреплений стала невозможна, а силы Казим-паши неоднократно атаковали христиан.

## Последствия
После битвы при Златице и последующего отступления крестоносцев поле битвы и окружающий регион были полностью сожжен. Сербия была опустошена, а София разрушена и сожжена, окружающие ее деревни превратились в пепелища. 
Отступающие крестоносцы попали в засаду, но смогли разбить преследующие турецкие силы в битве при Куновице, где Махмуд-бей, зять султана и брат великого визиря Чандарлы Халил-паши, был взят в плен.
Между историками до сих пор существуют дискуссии относительно победителя битвы.